# Gusztáv Sebes
Gusztáv Sebes, né le 22 janvier 1906 et décédé le 30 janvier 1986 à Budapest, est un entraîneur hongrois de football.
Il est célèbre pour avoir été l'entraîneur de l'équipe de Hongrie de 1949 à 1957, connue comme le Onze d'or hongrois.

## Biographie
Né à Budapest d'une famille juive d'origine autrichienne. Ayant appris le football au Muszaki Doldozok SE puis au Vasas SC de 1920 à 1924, Sebes s'installe ensuite en région parisienne où il est employé par Renault comme contremaître. Il joue en 1925-1926 aux « Sauvages Nomades » puis l'année suivante au Club olympique de Billancourt. En 1927, il rentre en Hongrie, joue au MTK Hungária FC de Budapest jusqu'en 1940.
Il devient ensuite entraîneur et dirige plusieurs équipes hongroises. Communiste convaincu, il est nommé par le régime de Mátyás Rákosi sélectionneur de l'équipe nationale en 1949. Bénéficiant d'une génération de footballeurs exceptionnels, composée notamment de Ferenc Puskás, Sándor Kocsis et Nandor Hidegkuti, il bâtit une équipe hongroise invaincue pendant quatre ans au moment d'aborder la Coupe du monde 1954. 
Lors de ces quatre années, la Hongrie remporte la médaille d'or aux Jeux olympiques de 1952 à Helsinki et gagne la Coupe Internationale en 1953. Elle est cette même année la première équipe non-britannique à battre l'Angleterre à Wembley en 1953 (6-3), match qui a marqué l'histoire du football. Lors de la revanche l'année suivante à Budapest, le score est encore plus lourd (7-1). 
Pratiquant un football offensif et efficace, la redoutable équipe hongroise est la grandissime favorite de la Coupe du monde 1954. Au premier tour, elle écrase la Corée du Sud (9-0) et une sélection ouest-allemande composée majoritairement de remplaçants[réf. nécessaire] (8-3), avant battre le Brésil lors d'un match extrêmement violent en quarts de finale (4-2), match rentré dans l'histoire sous le nom de « Bataille de Berne ». Lors des incidents survenus à la fin de ce match, il fut blessé par un jet de bouteille au visage.
Il lui faut ensuite attendre les prolongations en demi-finale pour vaincre l'Uruguay, tenante du titre (4-2 a.p.). En finale, la Hongrie, qui mène 2-0 après huit minutes de jeu, est finalement battue par les Allemands lors du fameux « miracle de Berne » (2-3).
Le coaching de Sebes est alors critiqué, notamment pour son manque de rotation de l'effectif dans des matches face à des équipes plus faibles alors que le style de jeu de l'équipe était exigeant physiquement. La comparaison avec le sélectionneur allemand Sepp Herberger, qui n'avait pas hésité à laisser au repos ses titulaires lors du match au premier tour entre les deux équipes, était clairement en sa défaveur. Nul doute d'ailleurs que le régime communiste alors en place dans son pays le tint comme principal responsable, mais également la vindicte populaire, puisque son domicile fut pris d'assaut par des supporters hongrois déçus et prêts à incendier sa maison. Il fut à ce point décrié, qu'une anecdote, qui est peut-être authentique, dit que les derniers mots qu'il prononça sur son lit de mort furent : « on a perdu »...[réf. souhaitée]
Sebes faisait jouer son équipe en 4-2-4, système de jeu qui laissait déjà augurer le football total que popularisèrent les Pays-Bas dans les années 1970 avec l'entraîneur Rinus Michels et Johan Cruijff sur le terrain. 
Le record de trente-deux parties consécutives (interrompue seulement par la défaite en finale de la Coupe du monde 1954) durant lesquelles la Hongrie reste invaincue sous ses ordres[réf. nécessaire] tient toujours aujourd'hui, de même que celui du nombre de buts inscrits par une équipe lors d'une phase finale de Coupe du monde (27 buts en 1954).

## Palmarès

### Joueur

#### MTK Hungária FC/Hungária FC
- Championnat de Hongrie
  - Champion : 1929, 1936 et 1937 (3)
  - Vice-champion : 1928, 1931, 1933 et 1940 (4)
- Coupe de Hongrie de football
  - Vainqueur : 1932 (1)
  - Finaliste : 1930 et 1935 (2)

### Entraîneur

#### Hongrie
- Jeux olympiques
  - Vainqueur en 1952
- Coupe internationale européenne
  - Vainqueur en 1953
- Coupe du monde
  - Finaliste en 1954